# Vencedores do IWGP Tag Team Championship

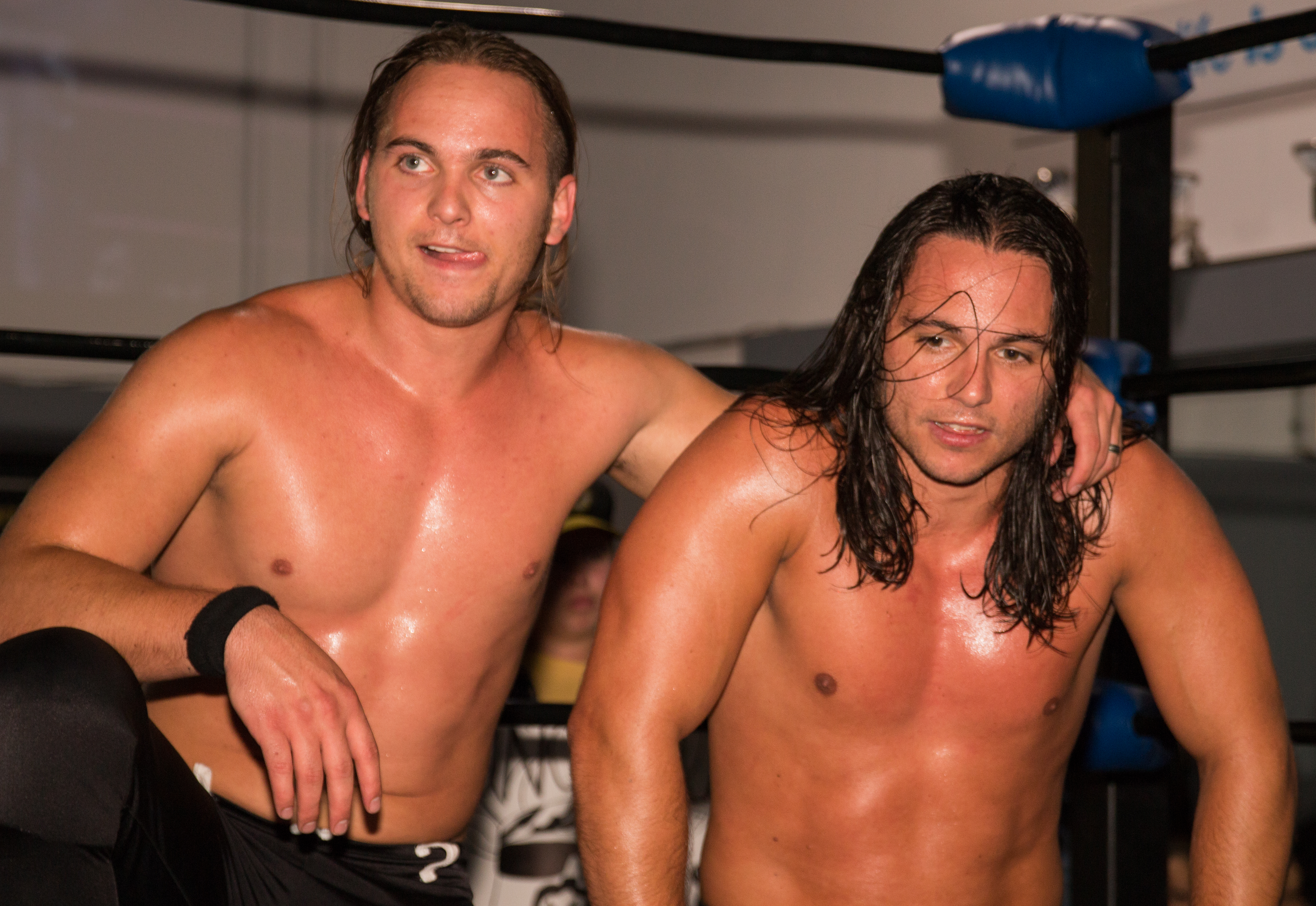
Atuais campeões, The Young Bucks.

O IWGP Tag Team Championship é um título de equipes de luta livre profissional que pertence a promoção New Japan Pro Wrestling (NJPW). "IWGP" é o acrônimo do órgão de governo da NJPW, o International Wrestling Grand Prix. O título foi introduzido em 12 de dezembro de 1985, em um live event da NJPW. O IWGP Tag Team Championship não é o único título de tag teams que é disputado na NJPW; o IWGP Junior Heavyweight Tag Team Championship também é sancionado pela NJPW. De acordo com o site oficial da NJPW, o IWGP Tag Team Championship é listado como "IWGP Heavy Weight Class", enquanto o Junior Heavyweight Tag Team Championship é considerado "IWGP Jr. Tag Class". Sendo um campeonato de luta profissional, o título é ganho como resultado de um resultado predeterminado. As mudanças de título ocorrem principalmente em eventos promovidos pela NJPW.; embora o título tenha mudado de mãos apenas duas vezes em eventos que não eram da NJPW, ele foi defendido em várias outras promoções.
Hiroyoshi Tenzan atualmente detém o recorde de mais reinados como um lutador individual, com doze. Os doze reinados combinados de Tenzan somam 1.988 dias, o que é maior do que qualquer outro campeão. Com seis reinados, a equipe de Tenzan e Satoshi Kojima mantém o recorde de mais reinados como equipe. Tenzan e Masahiro Chono tem cinco reinados, totalizando 1.010 dias (maior do que qualquer outra equipe). Com 564 dias, o único reinado de Bad Intentions (Giant Bernard e Karl Anderson) é o mais longo na história do título. O reinado de Keiji Mutoh e Shiro Koshinaka é o mais curto, com seis dias. Atualmente, o reinado de Bad Intentions é o que tem o maior número de defesas, com dez. Há 20 reinados compartilhados entre 18 equipes que estão empatadas com o menor número de defesas bem sucedidas, com zero. No geral, houve 80 reinados compartilhados entre 73 lutadores. The Young Bucks (Matt Jackson e Nick Jackson) são os atuais campeões e estão em seu primeiro reinado individual e em equipe.

## História do título
Em 2 de março de 2025.
| #                   | Ordem no histórico do reinado.                                                   |
| Reinados            | O número do reinado para o conjunto específico de lutadores listados.            |
| Evento              | O evento em que o título foi conquistado.                                        |
| Defesas             | O número de defesas bem sucedidas que os campeões tiveram durante o seu reinado. |
| Nome do lutador (#) | O número representa os reinos individuais de um lutador.                         |
| —                   | Usado para títulos vagos para não contar como um reinado oficial.                |
| I                   | Usado para indicar um título interino.                                           |
| N/A                 | A informação não está disponível ou é desconhecida.                              |
| +                   | Indica que o reinado atual está mudando diariamente.                             |

| #  | Time                                                              | Reinado | Data                    | Dias   | Local                  | Evento                                                                                             | Defesas | Notas |
| -- | ----------------------------------------------------------------- | ------- | ----------------------- | ------ | ---------------------- | -------------------------------------------------------------------------------------------------- | ------- | --- |
| 1  | Kengo Kimura e Tatsumi Fujinami                                   | 1       | 12 de dezembro de 1985  | 236    | Sendai, Japão          | Evento ao vivo                                                                                     | 5       | Kimura e Fujinami derrotaram Antonio Inoki e Seiji Sakaguchi em na final de um torneio para se tornarem os primeiros campeões. |
| 2  | Akira Maeda e Osamu Kido                                          | 1       | 5 de agosto de 1986     | 49     | Tóquio, Japão          | Burning Spirit in Summer                                                                           | 1       | |
| 3  | Kengo Kimura (2) e Tatsumi Fujinami (2)                           | 2       | 23 de setembro de 1086  | 135    | Tóquio, Japão          | Challenge Spirit 1986                                                                              | 0       | [ 5 ] |
| —  | Vago                                                              | —       | 5 de fevereiro de 1987  | —      | N/A                    | N/A                                                                                                | —       | O título ficou vago quando Kimura e Fujinami se separaram. |
| 4  | Keiji Mutoh e Shiro Koshinaka                                     | 1       | 20 de março de 1987     | 6      | Tóquio, Japão          | Spring Flare Up 1987                                                                               | 0       | Koshinaka e Mutoh derrotaram Akira Maeda e Nobuhiko Takada em na final de um torneio para ganhar o título que estava vago. |
| 5  | Akira Maeda (2) e Nobuhiko Takada                                 | 1       | 26 de março de 1987     | 159    | Osaka, Japão           | Inoki Toukon Live II                                                                               | 2       | |
| 6  | Kazuo Yamazaki e Yoshiaki Fujiwara                                | 1       | 1 de setembro de 1987   | 139    | Fukuoka, Japão         | Sengoku Battle Series 1987                                                                         | 2       | |
| 7  | Kengo Kimura e Tatsumi Fujinami                                   | 3       | 18 de janeiro de 1988   | 144    | Takuyama, Japão        | New Year Golden Series 1988                                                                        | 3       | |
| 8  | Masa Saito e Riki Choshu                                          | 1       | 10 de junho de 1988     | 282    | Hiroshima, Japão       | IWGP Champion Series 1988                                                                          | 4       | [ 6 ] |
| 9  | George Takano e Super Strong Machine                              | 1       | 10 de março de 1989     | 116    | Yokohama, Japão        | Big Fight Series                                                                                   | 1       | |
| 10 | Riki Choshu (2) e Takayuki Iizuka                                 | 1       | 13 de julho de 1989     | 69     | Tóquio, Japão          | Evento ao vivo                                                                                     | 1       | |
| 11 | Masa Saito (2) e Shinya Hashimoto                                 | 1       | 20 de setembro de 1989  | 219    | Osaka, Japão           | Bloody Fight Series 1989: Super Power Battle in Osaka                                              | 3       | |
| 12 | Keiji Mutoh (2) e Masahiro Chono                                  | 1       | 27 de abril de 1990     | 189    | Tóquio, Japão          | Evento ao vivo                                                                                     | 3       | |
| 13 | Hiroshi Hase e Kensuke Sasaki                                     | 1       | 1 de novembro de 1990   | 55     | Tóquio, Japão          | Dream Tour 1990                                                                                    | 2       | |
| 14 | Hiro Saito e Super Strong Machine (2)                             | 1       | 26 de dezembro de 1990  | 70     | Hamamatsu, Japão       | King of Kings                                                                                      | 2       | |
| 15 | Hiroshi Hase e Kensuke Sasaki                                     | 2       | 6 de março de 1991      | 15     | Nagasaki, Japão        | Big Fight Series 1991                                                                              | 0       | |
| 16 | The Steiner Brothers (Rick Steiner e Scott Steiner)               | 1       | 21 de março de 1991     | 229    | Tóquio, Japão          | Starrcade 1991 in Tokyo Dome                                                                       | 2       | O WCW World Tag Team Championship dos Steiners também estava em jogo. |
| 17 | Hiroshi Hase (3) e Keiji Mutoh (3)                                | 1       | 5 de novembro de 1991   | 117    | Tóquio, Japão          | Tokyo 3Days Battle                                                                                 | 2       | Scott Norton substituiu Scott Steiner que estava lesionado. |
| 18 | Big, Bad, and Dangerous (Big Van Vader e Crusher Bam Bam Bigelow) | 1       | 1 de março de 1992      | 117    | Yokohama, Japão        | Big Fight Series 1992: New Japan Pro Wrestling 20th Anniversary Show                               | 2       | |
| 19 | The Steiner Brothers (Rick Steiner e Scott Steiner)               | 2       | 26 de junho de 1992     | 149    | Tóquio, Japão          | Masters of Wrestling                                                                               | 3       | O WCW World Tag Team Championship dos Steiners também estava em jogo. |
| 20 | Scott Norton e Tony Halme                                         | 1       | 22 de novembro de 1992  | 22     | Tóquio, Japão          | Wrestling Scramble 1992: Battle Zone Space I                                                       | 0       | |
| 21 | The Hell Raisers (Hawk Warrior e Power Warrior (3))               | 1       | 14 de dezembro de 1992  | 234    | Tóquio, Japão          | Battle Final 1992                                                                                  | 4       | [ 4 ] |
| 22 | The Jurassic Powers (Hercules Hernandez e Scott Norton (2))       | 1       | 5 de agosto de 1993     | 152    | Tóquio, Japão          | G1 Climax 1993                                                                                     | 3       | [ 7 ] |
| 23 | The Hell Raisers (Hawk Warrior (2) e Power Warrior (4))           | 2       | 4 de janeiro de 1994    | 325    | Tóquio, Japão          | Battlefield                                                                                        | 2       | |
| 24 | Hiroshi Hase (4) e Keiji Mutoh (4)                                | 2       | 25 de novembro de 1994  | 162    | Iwate, Japão           | Battle Final 1994                                                                                  | 1       | [ 8 ] |
| —  | Vago                                                              | —       | 6 de maio de 1995       | —      | N/A                    | N/A                                                                                                | —       | O título foi desocupado por Mutoh depois que ele ganhou o IWGP Heavyweight Championship. |
| 25 | Cho-Ten (Hiroyoshi Tenzan e Masahiro Chono (2))                   | 1       | 10 de junho de 1995     | 27     | Osaka, Japão           | Fighting Spirit Legend                                                                             | 0       | Tenzan e Chono derrotaram Junji Hirata e Shinya Hashimoto para ganhar o título vago. |
| —  | Vago                                                              | —       | 7 de julho de 1995      | —      | N/A                    | N/A                                                                                                | —       | O título foi desocupado quando Chono perdeu uma defesa do título devido à morte de seu pai. |
| 26 | Junji Hirata (3) e Shinya Hashimoto (2)                           | 1       | 13 de julho de 1995     | 335    | Sapporo, Japão         | Best of the Super Jr. II                                                                           | 6       | Hashimoto e Hirata derrotaram Mike Enos e Scott Norton para ganhar o título vago. |
| 27 | Kazuo Yamazaki (2) e Takashi Iizuka (2)                           | 1       | 12 de junho de 1996     | 34     | Osaka, Japão           | Best of the Super Jr. III                                                                          | 0       | |
| 28 | Cho-Ten (Hiroyoshi Tenzan (2) e Masahiro Chono (3))               | 2       | 16 de julho de 1996     | 172    | Sapporo, Japão         | Summer Struggle 1996                                                                               | 2       | |
| 29 | Kengo Kimura e Tatsumi Fujinami                                   | 4       | 4 de janeiro de 1997    | 98     | Tóquio, Japão          | Wrestling World 1997                                                                               | 3       | |
| 30 | Kensuke Sasaki (5) e Riki Choshu (3)                              | 1       | 12 de abril de 1997     | 21     | Tóquio, Japão          | Battle Formation 1997                                                                              | 0       | |
| 31 | The Bull Powers (Manabu Nakanishi e Satoshi Kojima)               | 1       | 3 de maio de 1997       | 99     | Osaka, Japão           | Strong Style Evolution in Osaka Dome                                                               | 1       | |
| 32 | Kazuo Yamazaki (3) e Kensuke Sasaki (6)                           | 1       | 10 de agosto de 1997    | 70     | Nagoia, Japão          | The Four Heaven in Nagoya Dome                                                                     | 0       | |
| 33 | Keiji Mutoh (5) e Masahiro Chono (4)                              | 2       | 19 de outubro de 1997   | 184    | Kobe, Japão            | nWo Typhoon 1997                                                                                   | 2       | [ 10 ] |
| —  | Vago                                                              | —       | 21 de abril de 1998     | —      | N/A                    | N/A                                                                                                | —       | O título foi desocupado devido a Mutoh ter de fazer uma cirurgia no joelho. |
| 34 | Cho-Ten (Hiroyoshi Tenzan (3) e Masahiro Chono (5))               | 3       | 5 de junho de 1998      | 40     | Tóquio, Japão          | Evento ao vivo                                                                                     | 0       | Tenzan e Chono derrotaram Genichiro Tenryu e Shiro Koshinaka na final de um torneio para ganhar o título vago. |
| 35 | Genichiro Tenryu e Shiro Koshinaka (2)                            | 1       | 15 de julho de 1998     | 173    | Sapporo, Japão         | Summer Struggle 1998                                                                               | 2       | |
| 36 | Tencozy (Hiroyoshi Tenzan (4) e Satoshi Kojima (2))               | 1       | 4 de janeiro de 1999    | 77     | Tóquio, Japão          | Wrestling World 1999                                                                               | 1       | |
| 37 | Kensuke Sasaki (7) e Shiro Koshinaka (3)                          | 1       | 22 de março de 1999     | 97     | Amagasaki, Japão       | Hyper Battle 1999                                                                                  | 2       | |
| 38 | The Mad Dogs (Michiyoshi Ohara e Tatsutoshi Goto)                 | 1       | 27 de junho de 1999     | 62     | Shizuoka, Japão        | Summer Struggle 1999                                                                               | 1       | |
| 39 | Manabu Nakanishi (2) e Yuji Nagata                                | 1       | 28 de agosto de 1999    | 327    | Shizuoka, Japão        | Jingu Climax                                                                                       | 4       | |
| 40 | Tencozy (Hiroyoshi Tenzan (5) e Satoshi Kojima (3))               | 2       | 20 de julho de 2000     | 430    | Tóquio, Japão          | Summer Struggle 2000                                                                               | 6       | |
| 41 | Osamu Nishimura e Tatsumi Fujinami (5)                            | 1       | 23 de setembro de 2001  | 35     | Osaka, Japão           | G1 World 2001                                                                                      | 1       | |
| 42 | BATT (Keiji Mutoh (6) e Taiyō Kea)                                | 1       | 28 de outubro de 2001   | 97     | Fukuoka, Japão         | Survival 2001: Fighting Destination in Fukuoka                                                     | 0       | [ 11 ] |
| —  | Vago                                                              | —       | 2 de fevereiro de 2002  | —      | N/A                    | N/A                                                                                                | —       | O título foi desocupado após Mutoh deixar a NJPW. |
| 43 | Cho-Ten (Hiroyoshi Tenzan (6) e Masahiro Chono (6))               | 4       | 24 de março de 2002     | 446    | Hyōgo, Japão           | Hyper Battle 2002                                                                                  | 7       | Tenzan e Chono derrotaram Manabu Nakanishi e Yuji Nagata na final de um torneio para ganhar o título vago. |
| 44 | Hiroshi Tanahashi e Yutaka Yoshie                                 | 1       | 13 de junho de 2003     | 184    | Tóquio, Japão          | Crush                                                                                              | 3       | [ 12 ] |
| 45 | Hiroyoshi Tenzan (7) e Osamu Nishimura (2)                        | 1       | 14 de dezembro de 2003  | 49     | Nagoia, Japão          | Battle Final 2003                                                                                  | 0       | |
| 46 | Minoru Suzuki e Yoshihiro Takayama                                | 1       | 1 de fevereiro de 2004  | 294    | Sapporo, Japão         | Fighting Spirit 2004                                                                               | 4       | [ 13 ] |
| —  | Vago                                                              | —       | 21 de novembro de 2004  | —      | N/A                    | N/A                                                                                                | —       | O título foi desocupado após Takayama ficar afastado devido á uma lesão. |
| 47 | Hiroshi Tanahashi (2) e Shinsuke Nakamura                         | 1       | 11 de dezembro de 2004  | 323    | Osaka, Japão           | Battle Final 2004                                                                                  | 4       | Tanahashi e Nakamura derrotaram Kensuke Sasaki e Minoru Suzuki para ganhar o título. |
| 48 | Cho-Ten (Hiroyoshi Tenzan (8) e Masahiro Chono (7))               | 5       | 30 de outubro de 2005   | 325    | Kobe, Japão            | Toukon Series 2005                                                                                 | 3       | [ 14 ] |
| —  | Vago                                                              | —       | 20 de setembro de 2006  | —      | N/A                    | N/A                                                                                                | —       | O presidente da NJPW, Simon Kelly Inoki, acabou com o reinado de Tenzan e Chono em 20 de setembro de 2006, depois de Tenzan e Chono deixarem de fazer equipe.                                                                         |
| —  | Shiro Koshinaka e Togi Makabe                                     | I       | 2 de julho de 2006      | 15     | Tóquio, Japão          | Circuit 2006 Turbulence                                                                            | 0       | Foi criado um título interino de tag team, quando Tenzan e Chono mostraram sinais de inatividade. Makabe e Koshinaka derrotaram Giant Bernard e Travis Tomko na final de um torneio para ganhar o título.                             |
| 49 | Wild Child (Manabu Nakanishi (3) e Takao Omori)                   | 1       | 28 de setembro de 2006  | 164    | Sapporo, Japão         | Circuit 2006 Final: Next Progress                                                                  | 1       | Nakanishi e Ōmori conquistaram o título interino em 17 de julho de 2006, e foram oficialmente reconhecidos como campeões em 28 de setembro de 2006.                                                                                   |
| 50 | RISE (Giant Bernard e Travis Tomko)                               | 1       | 11 de março de 2007     | 343    | Nagoia, Japão          | New Japan Pro Wrestling 35th Anniversary Tour Circuit 2007 New Japan Evolution: New Japan Cup 2007 | 5       | |
| 51 | The Most Violent Players (Togi Makabe e Toru Yano)                | 1       | 17 de fevereiro de 2008 | 322    | Tóquio, Japão          | Circuit 2008 New Japan Ism                                                                         | 4       | |
| 52 | Team 3D (Brother Devon e Brother Ray)                             | 1       | 4 de janeiro de 2009    | 198    | Tóquio, Japão          | Wrestle Kingdom III in Tokyo Dome                                                                  | 4       | [ 3 ] [ 16 ] |
| 53 | The British Invasion (Brutus Magnus e Doug Williams)              | 1       | 21 de julho de 2009     | 89     | Orlando, Florida       | TNA Impact!                                                                                        | 1       | O combate foi uma tables match que foi ao ar em 30 de julho de 2009, no programa de televisão primário da TNA, Impact!. Inicialmente, a NJPW não sancionou a luta, e nem reconheceu a mudança de título até 10 de agosto.             |
| 54 | Team 3D (Brother Devon e Brother Ray)                             | 2       | 18 de outubro de 2009   | 78     | Irvine, Califórnia     | Bound for Glory                                                                                    | 1       | O combate foi uma four-way Full Metal Mayhem Tag Team match, que também incluiu Beer Money, Inc. e Booker T e Scott Steiner onde o TNA World Tag Team Championship também estava em jogo, sendo conquistado por The British Invasion. |
| 55 | No Limit (Tetsuya Naito e Yujiro Takahashi)                       | 1       | 4 de janeiro de 2010    | 119    | Tóquio, Japão          | Wrestle Kingdom IV in Tokyo Dome                                                                   | 1       | O combate foi um three-way hardcore match, que também incluiu Bad Intentions (Giant Bernard e Karl Anderson). |
| 56 | Seigigun (Wataru Inoue e Yuji Nagata (2))                         | 1       | 3 de maio de 2010       | 47     | Fukuoka, Japão         | Wrestling Dontaku 2010                                                                             | 0       | O combate foi um three-way hardcore match, que também incluiu Bad Intentions (Giant Bernard e Karl Anderson). |
| 57 | Bad Intentions (Giant Bernard (2) e Karl Anderson)                | 1       | 19 de junho de 2010     | 564    | Osaka, Japão           | Dominion 6.19                                                                                      | 10      | O combate foi um three-way elimination match, que também incluiu No Limit (Tetsuya Naito e Yujiro Takahashi). |
| 58 | Tencozy (Hiroyoshi Tenzan (9) e Satoshi Kojima (4))               | 3       | 4 de janeiro de 2012    | 120    | Tóquio, Japão          | Wrestle Kingdom VI in Tokyo Dome                                                                   | 2       | |
| 59 | Chaos (Takashi Iizuka (3) e Toru Yano (2))                        | 1       | 3 de maio de 2012       | 48     | Fukuoka, Japão         | Wrestling Dontaku 2012                                                                             | 0       | |
| —  | Vago                                                              | —       | 20 de junho de 2012     | —      | N/A                    | N/A                                                                                                | —       | O título foi tirado de Iizuka e Yano, depois de uma luta pelo título entre eles e Tencozy (Hiroyoshi Tenzan e Satoshi Kojima) em 16 de junho acabar no contest (sem resultado).                                                       |
| 60 | Tencozy (Hiroyoshi Tenzan (10) e Satoshi Kojima (5))              | 4       | 22 de julho de 2012     | 78     | Yamagata, Japão        | Kizuna Road                                                                                        | 0       | Tenzan e Kojima derrotaram Chaos (Takashi Iizuka e Toru Yano) para ganhar o título vago. |
| 61 | K.E.S. (Davey Boy Smith Jr. e Lance Archer)                       | 1       | 8 de outubro de 2012    | 207    | Tóquio, Japão          | King of Pro-Wrestling                                                                              | 5       | |
| 62 | Tencozy (Hiroyoshi Tenzan (11) e Satoshi Kojima (6))              | 5       | 3 de maio de 2013       | 190    | Fukuoka, Japão         | Wrestling Dontaku 2013                                                                             | 2       | O combate foi uma four-way match, que também incluiu Chaos (Takashi Iizuka e Toru Yano) e Muscle Orchestra (Manabu Nakanishi e Strong Man).                                                                                           |
| 63 | K.E.S. (Davey Boy Smith Jr. e Lance Archer)                       | 2       | 9 de novembro de 2013   | 56     | Osaka, Japão           | Power Struggle                                                                                     | 0       | Essa foi a segunda queda de uma two-fall three-way tornado tag team match que também incluiu The IronGodz (Jax Dane e Rob Conway). |
| 64 | Bullet Club (Doc Gallows e Karl Anderson (2))                     | 1       | 4 de janeiro de 2014    | 365    | Tóquio, Japão          | Wrestle Kingdom 8 in Tokyo Dome                                                                    | 6       | |
| 65 | Meiyu Tag (Hirooki Goto e Katsuyori Shibata)                      | 1       | 4 de janeiro de 2015    | 38     | Tóquio, Japão          | Wrestle Kingdom 9 in Tokyo Dome                                                                    | 0       | |
| 66 | Bullet Club (Doc Gallows (2) e Karl Anderson (3))                 | 2       | 11 de fevereiro de 2015 | 53     | Osaka, Japão           | The New Beginning in Osaka                                                                         | 0       | |
| 67 | The Kingdom (Matt Taven e Michael Bennett)                        | 1       | 5 de abril de 2015      | 91     | Tóquio, Japão          | Invasion Attack 2015                                                                               | 0       | |
| 68 | Bullet Club (Doc Gallows (3) e Karl Anderson (4))                 | 3       | 5 de julho de 2015      | 183    | Osaka, Japão           | Dominion 7.5 in Osaka-jo Hall                                                                      | 1       | |
| 69 | G.B.H. (Togi Makabe (2) e Tomoaki Honma)                          | 1       | 4 de janeiro de 2016    | 97     | Tóquio, Japão          | Wrestle Kingdom 10 in Tokyo Dome                                                                   | 1       | |
| 70 | Guerrillas of Destiny (Tama Tonga e Tanga Loa)                    | 1       | 10 de abril de 2016     | 70     | Tóquio, Japão          | Invasion Attack 2016                                                                               | 1       | |
| 71 | The Briscoe Brothers (Jay Briscoe e Mark Briscoe)                 | 1       | 19 de junho de 2016     | 113    | Osaka, Japão           | Dominion 6.19 in Osaka-jo Hall                                                                     | 2       | |
| 72 | Guerrillas of Destiny (Tama Tonga e Tanga Loa)                    | 2       | 10 de outubro de 2016   | 86     | Tóquio, Japão          | King of Pro-Wrestling                                                                              | 1       | |
| 73 | Chaos (Tomohiro Ishii e Toru Yano (3))                            | 1       | 4 de janeiro de 2017    | 61     | Tóquio, Japão          | Wrestle Kingdom 11 in Tokyo Dome                                                                   | 2       | O combate foi um three-way match, que também incluiu G.B.H. (Togi Makabe e Tomoaki Honma). |
| 74 | Tencozy (Hiroyoshi Tenzan (12) e Satoshi Kojima (7))              | 6       | 6 de março de 2017      | 34     | Tóquio, Japão          | Hataage Kinenbi                                                                                    | 0       | |
| 75 | War Machine (Hanson e Raymond Rowe)                               | 1       | 9 de abril de 2017      | 63     | Tóquio, Japão          | Sakura Genesis 2017                                                                                | 1       | |
| 76 | Guerrillas of Destiny (Tama Tonga e Tanga Loa)                    | 3       | 11 de junho de 2017     | 20     | Osaka, Japão           | Dominion 6.11 in Osaka-jo Hall                                                                     | 0       | |
| 77 | War Machine (Hanson e Raymond Rowe)                               | 2       | 1 de julho de 2017      | 85     | Long Beach, Califórnia | G1 Special in USA                                                                                  | 3       | O combate foi sem desqualificações. |
| 78 | K.E.S. (Davey Boy Smith Jr. e Lance Archer)                       | 3       | 24 de setembro de 2017  | 102    | Kobe, Japão            | Destruction in Kobe                                                                                | 1       | O combate foi um three-way tornado tag team match, que também incluiu Guerrillas of Destiny (Tama Tonga e Tanga Loa). |
| 79 | Los Ingobernables de Japon (Evil e Sanada)                        | 1       | 4 de janeiro de 2018    | 156    | Tóquio, Japão          | Wrestle Kingdom 12 in Tokyo Dome                                                                   | 1       | |
| 80 | The Young Bucks (Matt Jackson e Nick Jackson)                     | 1       | 9 de junho de 2018      | 2 458+ | Osaka, Japão           | Dominion 6.9 in Osaka-jo Hall                                                                      | 1       | |

## Lista de reinados combinados

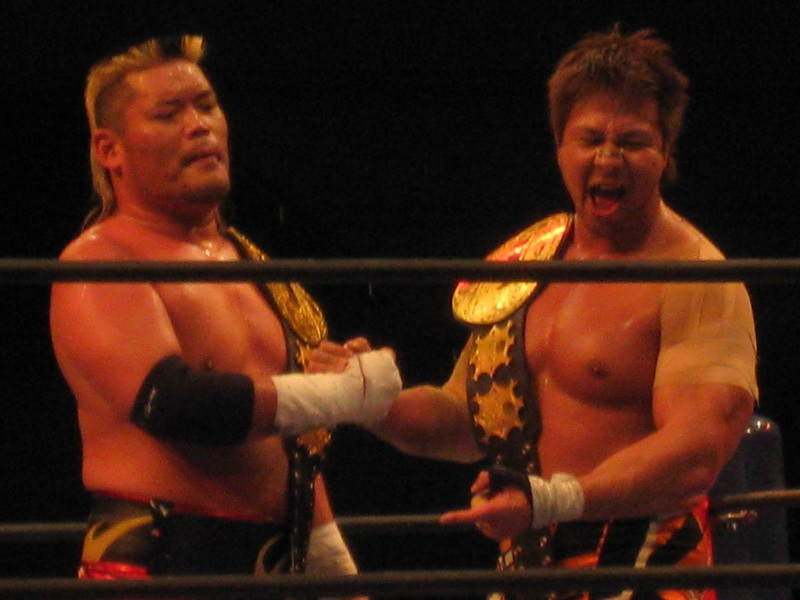
Com seis reinados, Tencozy (Hiroyoshi Tenzan (á esquerda) e Satoshi Kojima (á direita)) mantém o recorde de mais reinados como equipe.

Em 2 de março de 2025.
| † | Indica os atuais campeões. |

### Por equipe
| Pos. | Equipe                                                            | Nº de reinados | Defesas | Dias combinados |
| ---- | ----------------------------------------------------------------- | -------------- | ------- | --------------- |
| 1    | Cho-Ten (Hiroyoshi Tenzan e Masahiro Chono)                       | 5              | 12      | 1,010           |
| 2    | Tencozy (Hiroyoshi Tenzan e Satoshi Kojima)                       | 6              | 11      | 929             |
| 3    | Kengo Kimura e Tatsumi Fujinami                                   | 4              | 11      | 613             |
| 4    | Bullet Club (Doc Gallows e Karl Anderson)                         | 3              | 7       | 601             |
| 5    | Bad Intentions (Giant Bernard e Karl Anderson)                    | 1              | 10      | 564             |
| 6    | The Hell Raisers (Hawk Warrior e Power Warrior)                   | 2              | 6       | 559             |
| 7    | The Steiner Brothers (Rick Steiner e Scott Steiner)               | 2              | 5       | 378             |
| 8    | Keiji Mutoh e Masahiro Chono                                      | 2              | 5       | 373             |
| 9    | K.E.S. (Davey Boy Smith Jr. e Lance Archer)                       | 3              | 6       | 365             |
| 10   | RISE (Giant Bernard e Travis Tomko)                               | 1              | 5       | 343             |
| 11   | Junji Hirata e Shinya Hashimoto                                   | 1              | 6       | 335             |
| 12   | Manabu Nakanishi e Yuji Nagata                                    | 1              | 4       | 327             |
| 13   | Hiroshi Tanahashi e Shinsuke Nakamura                             | 1              | 4       | 323             |
| 14   | The Most Violent Players (Togi Makabe e Toru Yano)                | 1              | 4       | 322             |
| 15   | Minoru Suzuki e Yoshihiro Takayama                                | 1              | 4       | 294             |
| 16   | Masa Saito e Riki Choshu                                          | 1              | 4       | 282             |
| 17   | Hiroshi Hase e Keiji Mutoh                                        | 2              | 3       | 279             |
| 18   | Team 3D (Brother Devon e Brother Ray)                             | 2              | 5       | 276             |
| 19   | Masa Saito e Shinya Hashimoto                                     | 1              | 3       | 219             |
| 20   | Hiroshi Tanahashi e Yutaka Yoshie                                 | 1              | 3       | 184             |
| 21   | Guerrillas of Destiny (Tama Tonga e Tanga Loa)                    | 3              | 2       | 176             |
| 22   | Genichiro Tenryu e Shiro Koshinaka                                | 1              | 2       | 173             |
| 23   | Wild Child (Manabu Nakanishi e Takao Omori)                       | 1              | 1       | 164             |
| 24   | Akira Maeda e Nobuhiko Takada                                     | 1              | 2       | 159             |
| 25   | The Jurassic Powers (Hercules Hernandez e Scott Norton)           | 1              | 3       | 152             |
| 26   | War Machine (Hanson e Raymond Rowe)                               | 2              | 4       | 148             |
| 27   | Kazuo Yamazaki e Yoshiaki Fujiwara                                | 1              | 2       | 139             |
| 28   | No Limit (Tetsuya Naito e Yujiro Takahashi)                       | 1              | 1       | 119             |
| 29   | Big, Bad, and Dangerous (Big Van Vader e Crusher Bam Bam Bigelow) | 1              | 2       | 117             |
| 30   | George Takano e Super Strong Machine                              | 1              | 1       | 116             |
| 31   | The Briscoe Brothers (Jay Briscoe e Mark Briscoe)                 | 1              | 2       | 113             |
| 32   | The Bull Powers (Manabu Nakanishi e Satoshi Kojima)               | 1              | 1       | 99              |
| 33   | Kensuke Sasaki e Shiro Koshinaka                                  | 1              | 2       | 97              |
| 33   | G.B.H. (Togi Makabe e Tomoaki Honma)                              | 1              | 1       | 97              |
| 33   | BATT (Keiji Mutoh e Taiyō Kea)                                    | 1              | 0       | 97              |
| 36   | The Kingdom (Matt Taven e Michael Bennett)                        | 1              | 0       | 91              |
| 37   | The British Invasion (Brutus Magnus e Doug Williams)              | 1              | 1       | 89              |
| 38   | Hiroshi Hase e Kensuke Sasaki                                     | 2              | 2       | 70              |
| 38   | Hiro Saito e Super Strong Machine                                 | 1              | 2       | 70              |
| 38   | Kazuo Yamazaki e Kensuke Sasaki                                   | 1              | 0       | 70              |
| 41   | Riki Choshu e Takayuki Iizuka                                     | 1              | 1       | 69              |
| 42   | The Mad Dogs (Michiyoshi Ohara e Tatsutoshi Goto)                 | 1              | 1       | 62              |
| 43   | The Young Bucks † (Matt Jackson e Nick Jackson)                   | 1              | 1       | 2458+           |
| 44   | Chaos (Tomohiro Ishii e Toru Yano)                                | 1              | 2       | 61              |
| 45   | Akira Maeda e Osamu Kido                                          | 1              | 1       | 49              |
| 45   | Hiroyoshi Tenzan e Osamu Nishimura                                | 1              | 0       | 49              |
| 46   | Chaos (Takashi Iizuka e Toru Yano)                                | 1              | 0       | 48              |
| 47   | Seigigun (Wataru Inoue e Yuji Nagata)                             | 1              | 0       | 47              |
| 48   | Los Ingobernables de Japon (Evil e Sanada)                        | 1              | 1       | 156             |
| 49   | Meiyu Tag (Hirooki Goto e Katsuyori Shibata)                      | 1              | 0       | 38              |
| 50   | Osamu Nishimura e Tatsumi Fujinami                                | 1              | 1       | 35              |
| 51   | Kazuo Yamazaki e Takashi Iizuka                                   | 1              | 0       | 34              |
| 52   | Scott Norton e Tony Halme                                         | 1              | 0       | 22              |
| 53   | Kensuke Sasaki e Riki Choshu                                      | 1              | 0       | 21              |
| 54   | Keiji Mutoh e Shiro Koshinaka                                     | 1              | 0       | 6               |

### Por lutador
| Pos. | Lutador                           | Nº de reinados    | Defesas | Dias combinados |    |
| ---- | --------------------------------- | ----------------- | ------- | --------------- | -- |
| 1    | Hiroyoshi Tenzan                  | 12                | 23      | 1,988           |    |
| 2    | Masahiro Chono                    | 7                 | 17      | 1,383           |    |
| 3    | Karl Anderson                     | 4                 | 17      | 1,165           |    |
| 4    | Satoshi Kojima                    | 7                 | 12      | 1,028           |    |
| 5    | Giant Bernard                     | 2                 | 15      | 907             |    |
| 6    | Kensuke Sasaki/Power Warrior      | 7                 | 10      | 816             |    |
| 7    | Keiji Mutoh                       | 6                 | 8       | 755             |    |
| 8    | Tatsumi Fujinami                  | 5                 | 12      | 648             |    |
| 9    | Kengo Kimura                      | 4                 | 11      | 613             |    |
| 10   | Doc Gallows                       | 3                 | 7       | 601             |    |
| 11   | Manabu Nakanishi                  | 3                 | 6       | 590             |    |
| 12   | Hawk Warrior                      | 2                 | 6       | 559             |    |
| 13   | Shinya Hashimoto                  | 2                 | 9       | 554             |    |
| 14   | Junji Hirata/Super Strong Machine | 3                 | 9       | 521             |    |
| 15   | Hiroshi Tanahashi                 | 2                 | 7       | 507             |    |
| 16   | Masa Saito                        | 2                 | 7       | 501             |    |
| 17   | Toru Yano                         | 3                 | 6       | 431             |    |
| 18   | Togi Makabe                       | 2                 | 5       | 419             |    |
| 19   | Rick Steiner                      | 2                 | 5       | 378             |    |
| 19   | Scott Steiner                     | 2                 | 5       | 378             |    |
| 21   | Yuji Nagata                       | 2                 | 4       | 374             |    |
| 22   | Riki Choshu                       | 3                 | 5       | 372             |    |
| 23   | Davey Boy Smith Jr.               | 3                 | 6       | 365             |    |
| 23   | Lance Archer                      | 3                 | 6       | 365             |    |
| 25   | Hiroshi Hase                      | 4                 | 5       | 348             |    |
| 26   | Travis Tomko                      | 1                 | 5       | 343             |    |
| 27   | Shinsuke Nakamura                 | 1                 | 4       | 323             |    |
| 28   | Minoru Suzuki                     | 1                 | 4       | 294             |    |
| 28   | Yoshihiro Takayama                | 1                 | 4       | 294             |    |
| 30   | Shiro Koshinaka                   | 3                 | 4       | 276             |    |
| 30   | Brother Devon                     | 2                 | 5       | 276             |    |
| 30   | Brother Ray                       | 2                 | 5       | 276             |    |
| 33   | Kazuo Yamazaki                    | 3                 | 2       | 243             |    |
| 34   | Akira Maeda                       | 2                 | 3       | 208             |    |
| 35   | Yutaka Yoshie                     | 1                 | 3       | 184             |    |
| 36   | Tama Tonga                        | 3                 | 2       | 176             |    |
| 36   | Tanga Loa                         | 3                 | 2       | 176             |    |
| 38   | Scott Norton                      | 2                 | 3       | 174             |    |
| 39   | Genichiro Tenryu                  | 1                 | 2       | 173             |    |
| 40   | Takao Omori                       | 1                 | 1       | 164             |    |
| 41   | Nobuhiko Takada                   | 1                 | 2       | 159             |    |
| 42   | Hercules Hernandez                | 1                 | 3       | 152             |    |
| 42   | Evil                              | 1                 | 2       | 156             |    |
| 42   | Sanada                            | 1                 | 2       | 156             |    |
| 43   | Takayuki/Takashi Iizuka           | 3                 | 1       | 151             |    |
| 44   | Hanson                            | 2                 | 4       | 148             |    |
| 44   | Raymond Rowe                      | 2                 | 4       | 148             |    |
| 46   | Yoshiaki Fujiwara                 | 1                 | 2       | 139             |    |
| 47   | Tetsuya Naito                     | 1                 | 1       | 119             |    |
| 47   | Yujiro Takahashi                  | 1                 | 1       | 119             |    |
| 49   | Big Van Vader                     | 1                 | 2       | 117             |    |
| 49   | Crusher Bam Bam Bigelow           | 1                 | 2       | 117             |    |
| 51   | George Takano                     | 1                 | 1       | 116             |    |
| 52   | Jay Briscoe                       | 1                 | 2       | 113             |    |
| 52   | Mark Briscoe                      | 1                 | 2       | 113             |    |
| 54   | Tomoaki Honma                     | 1                 | 1       | 97              |    |
| 54   | Taiyō Kea                         | 1                 | 0       | 97              |    |
| 56   | Matt Taven                        | 1                 | 0       | 91              |    |
| 56   | Michael Bennett                   | 1                 | 0       | 91              |    |
| 58   | Brutus Magnus                     | 1                 | 1       | 89              |    |
| 58   | Doug Williams                     | 1                 | 1       | 89              |    |
| 60   | Osamu Nishimura                   | 2                 | 1       | 84              |    |
| 61   | Hiro Saito                        | 1                 | 2       | 70              |    |
| 62   | Michiyoshi Ohara                  | 1                 | 1       | 62              |    |
| 62   | Tatsutoshi Goto                   | 1                 | 1       | 62              |    |
| 64   | Matt Jackson †                    | 1                 | 1       | 2458+           |    |
| 64   | Nick Jackson †                    | 1                 | 1       | 2458+           |    |
| 66   | Osamu Kido                        | 1                 | 1       | 49              |    |
| 67   | Wataru Inoue                      | 1                 | 0       | 47              |    |
| 68   | Tomohiro Ishii                    | 1                 | 2       | 61              |    |
| 68   | 69                                | Hirooki Goto      | 1       | 0               | 38 |
| 70   | 69                                | Katsuyori Shibata | 1       | 0               | 38 |
| 71   | Tony Halme                        | 1                 | 0       | 22              |    |